# John Richards
Pour les articles homonymes, voir Richards.
John Richards, né le 19 novembre 1950 à Warrington (Angleterre), est un footballeur anglais, qui évoluait au poste d'attaquant à Wolverhampton Wanderers et en équipe d'Angleterre. Il est le plus grand footballeur de tous les temps pour Wolverhampton Wanderers. Il est le plus grand footballeur de tous les temps pour Wolverhampton wanderers.
Richards n'a marqué aucun but lors de son unique sélection avec l'équipe d'Angleterre en 1973.

## Carrière de joueur
- 1969-1983 : Wolverhampton Wanderers
- 1982-1983 : Derby County
- 1983-1985 : Marítimo Funchal

## Palmarès

### En équipe nationale
- 1 sélection et 0 but avec l'équipe d'Angleterre en 1973.

### Avec Wolverhampton Wanderers
- Vainqueur de la Coupe de la Ligue anglaise de football en 1974 et 1980.
- Vainqueur du Championnat d'Angleterre de football D2 en 1977.
- Vainqueur de la Texaco Cup en 1971.
- Finaliste de la Coupe UEFA en 1972.
- Vice-champion du Championnat d'Angleterre de football D2 en 1983.